# Robert Crumb
Robert Dennis Crumb (ur. 30 sierpnia 1943 w Filadelfii) – amerykański twórca komiksów, rysownik, grafik, scenarzysta i muzyk działający w obszarze undergroundu. Artysta znajduje się w The Will Eisner Award Hall of Fame (obok takich twórców komiksu jak Winsor McCay, Bob Kane, Stan Lee i Richard Corben). Crumb jest twórcą zina/magazynu komiksowego Zap Comix, którego pierwszy numer pojawił się w 1968 roku w San Francisco, gdzie rozprowadzany był w środowisku hippisów. W tym okresie premierę miały najważniejsze serie Crumba: Kot Fritz i Pan Naturalny. Artysta jest również autorem komiksowej adaptacji Księgi Rodzaju.

## Życie prywatne
Robert Crumb jest mężem Aline Kominsky-Crumb, artystki również zajmującej się komiksem undergroundowym. Mieszkają na południu Francji.